# Область Эйстлы
Область Эйстлы (лат. Eistla Regio) — обширный участок, расположенный в экваториальной области Венеры. Название дано в честь Эйстлы — одной из девяти великанш в скандинавской мифологии, утверждено Международным астрономическим союзом в 1982 году. Центр области расположен по координатам 10°30′ с. ш. 21°30′ в. д. / 10,5° с. ш. 21,5° в. д.
Область Эйстлы на севере граничит с равниной Берегини, на юге — с равниной Тинатин, на западе — с равниной Гиневры. Примерно на западном краю этой области находится небольшой (диаметром 23,6 км) кратер Ариадна, через который проходит нулевой меридиан Венеры.
В области Эйстлы расположено много вулканических образований — патера Сапфо, горы Сив и Гула, а также несколько групп своеобразных «блинообразных» вулканов, сформированные выбросами очень вязкой лавы (лат. farrum). Большую часть этой области покрывают потоки лавы, разлившиеся на сотни километров по обрушенным склонам вулканов.